# Syritta christiani
Syritta christiani är en tvåvingeart som först beskrevs av Sodhi och Singh 1991.  Syritta christiani ingår i släktet kompostblomflugor, och familjen blomflugor. Inga underarter finns listade i Catalogue of Life.